# Fabio Pecchia
Fabio Pecchia (født 24. august 1973) er en italiensk fodboldspiller.
Han var en del af Italiens trup ved Sommer-OL 1996.